# Jerzy Kwiatkowski (poseł)
Jerzy Kwiatkowski (ur. 3 marca 1941 w Ciechanowie) – polski polityk, poseł na Sejm PRL VII i VIII kadencji.

## Życiorys
Uzyskał wykształcenie zasadnicze zawodowe. Z zawodu elektromonter. Był mistrzem w Cukrowni im. M. Nowotki w Ciechanowie, gdzie był I sekretarzem POP Polskiej Zjednoczonej Partii Robotniczej (wstąpił do niej w 1969). Radny Powiatowej i Wojewódzkiej Rady Narodowej. W latach 1976–1985 pełnił mandat posła na Sejm PRL w okręgu Ciechanów. Przez dwie kadencje zasiadał w Komisji Rolnictwa i Przemysłu Spożywczego. Ponadto w trakcie VII kadencji zasiadał w Komisji Oświaty i Wychowania, a w trakcie VIII kadencji w Komisji Handlu Wewnętrznego, Drobnej Wytwórczości i Usług oraz w Komisja Rynku Wewnętrznego, Drobnej Wytwórczości i Usług. Otrzymał Srebrny Krzyż Zasługi.